# Heteralonia corvina
Heteralonia corvina är en tvåvingeart som först beskrevs av Friedrich Hermann Loew 1860.  Heteralonia corvina ingår i släktet Heteralonia och familjen svävflugor. Inga underarter finns listade i Catalogue of Life.